# Psilotrichum debile
Psilotrichum debile är en amarantväxtart som beskrevs av John Gilbert Baker. Psilotrichum debile ingår i släktet Psilotrichum och familjen amarantväxter. Inga underarter finns listade i Catalogue of Life.